# Verbandsgemeinde Kirchen (Sieg)
La comunità amministrativa di Kirchen (Sieg) (Verbandsgemeinde Kirchen (Sieg)) si trova nel circondario di Altenkirchen (Westerwald) nella Renania-Palatinato, in Germania.

## Comuni
Fanno parte della comunità amministrativa i seguenti comuni:
| Comune, città                   | Sup. (km²) | Abitanti |
| ------------------------------- | ---------- | -------- |
| Brachbach                       | 6,36       | 2 296    |
| Friesenhagen                    | 51,36      | 1 599    |
| Harbach                         | 5,62       | 536      |
| Kirchen (Sieg), città           | 39,59      | 8 380    |
| Mudersbach                      | 9,42       | 5 839    |
| Niederfischbach                 | 14,48      | 4 101    |
| Verbandsgemeinde Kirchen (Sieg) | 126,84     | 22 751   |

(Abitanti al 31 dicembre 2021)